# Michael Kumhof

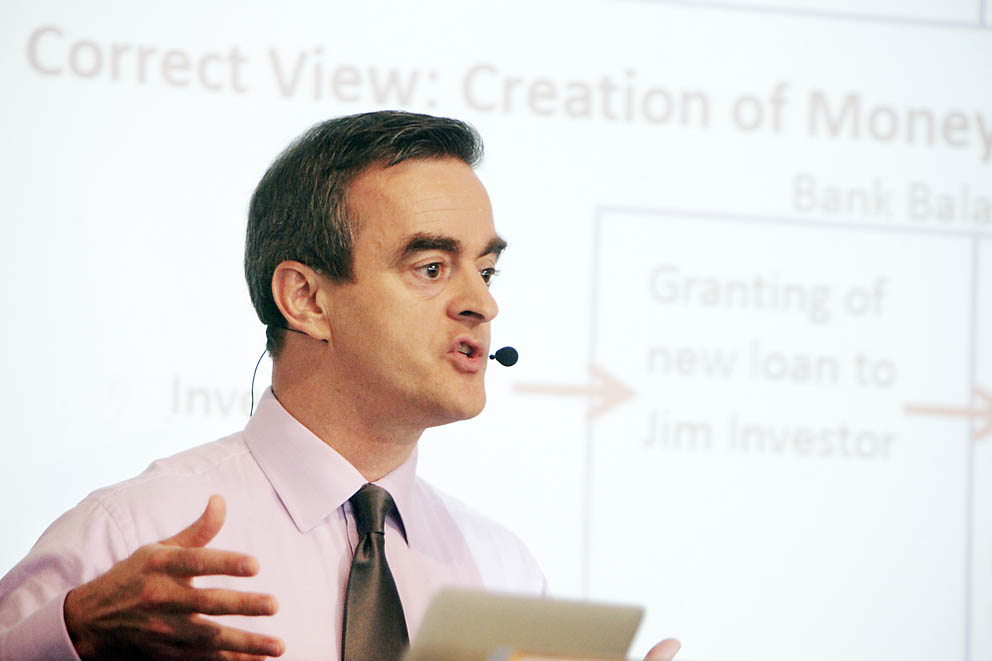
Michael Kumhof, 2013.

Michael Kumhof är en tysk nationalekonom och forskare som arbetar inom Internationella valutafonden (IMF). Han har gjort sig känd som en skarp kritiker av dagens finanssystem och skrev 2012 tillsammans med sin kollega Jaromir Benes rapporten The Chicago Plan Revisited. I en annan artikel, "Inequality, Leverage and Crises" (2010), konstaterar han att grunden för både finanskrisen 2008 och den amerikanska skuldkrisen 2011 är den ökade ojämlikheten, framförallt de ökade inkomstklyftorna.

## Verk
- The Chicago Plan Revisited (pdf), 2012, IMF Working Paper No 12/202.
- Inequality, Leverage and Crises: The Case of Endogenous Default (pdf), 2013, IMF Working Paper No 13/249.
- The Future of Oil: Geology versus Technology (pdf), 2012, IMF Working Paper No 12/109.
- Oil and the world economy: some possible futures (pdf), 2 december 2013, Phil. Trans. R. Soc. A 2014 372, 20120327.